# 羅薩里奧德莫拉
羅薩里奧德莫拉（西班牙語：Rosario de Mora），是薩爾瓦多的城鎮，位於該國中西部，由聖薩爾瓦多省負責管轄，面積39.23平方公里，海拔高度506米，2007年人口11,377，人口密度每平方公里290.01人。
13°35′N 89°13′W / 13.583°N 89.217°W